# Littlest Pet Shop (2012)
Littlest Pet Shop foi um desenho animado produzido pela Hasbro Studios nos Estados Unidos e animada pelo estúdio da DHX Media em Vancouver, Canadá. Baseada no linha de brinquedos homônima da Hasbro, a série tem como protagonista Blythe. A série é desenvolvida por Tim Cahill e Julie McNally-Cahill (anteriormente os criadores do programa My Gym Partner's a Monkey) e dirigida por Steve Garcia, Mike Myhre e Joel Dickie. A série estreou em 10 de novembro de 2012 nos Estados Unidos no Discovery Family (anteriormente The Hub/Hub Network).
No Brasil, foi exibido desde 31 de agosto de 2013, na Nickelodeon e desde 4 de maio de 2015, no Nick Jr. A partir da 4ª temporada, o Discovery Kids passou a exibir a série, que estreou em 13 de fevereiro de 2017.
Em Portugal, a série foi emitida pela SIC e pelo Disney Channel: a primeira temporada estreou neste último no dia 1 de junho de 2013 e a segunda temporada estreou no dia 5 de julho de 2014.

## Desenvolvimento
Hasbro gerencia as propriedades intelectuais de Blythe (originalmente lançada em 1972) e Littlest Pet Shop (introduzida em 1992). Originalmente mantidas pela Kenner Products, ambas foram transferidas para a Hasbro, anos depois de adquirir a maioria das posses da Kenner.
Desde então, duas encarnações modernas da Blythe foram produzidas: uma introduzida em 2001 como uma linha de brinquedos independente e que foi fabricada pela Tomy (depois de se fundir à titular original Takara em 2006) e CWC (ambas companhias licenciadas da Hasbro) e direcionada a colecionadores. A outra, lançada em 2010, é conhecida como Blythe Adora Littlest Pet Shop (Blythe Loves Littlest Pet Shop), que é gerenciada pela Hasbro como parte da sua encarnação de Littlest Pet Shop de 2004 e é direcionada a crianças.
A série foi aprovada pela primeira vez em 2011. Durante a produção, Blythe Loves the Littlest Pet Shop foi também usado pela Hasbro como o título de produção da série animada. Com o início de produção, a equipe inclui os desenvolvedores Tim Cahill e Julie McNally-Cahill, famosos por My Gym Partner's a Monkey, junto a Steve Garcia, Mike Myhre e Joel Dickie. Roteiristas Mitchell Larson e Cindy Banks Morrow, que anteriormente escreveram episódios de My Little Pony: A Amizade É Mágica, também escreveram roteiros para episódios desta série. As canções e música da série inteira foram compostas por Daniel Ingram e Steffan Andrews.
A série é destinada a audiências de idade entre seis e onze. Numa entrevista entre os criadores no Los Angeles Times Festival of Books, a desenvolvedora Julie McNally-Cahill mencionou a demográfica ser levemente mais velha que a maioria dos outros programas no bloco matinal de Sábado da Hub Network.
Apesar da série ser o debute televisivo da Blythe, essa nunca foi a primeira aparição animada da personagem; uma encarnação da Blythe estrelou como protagonista numa série de curtas Littlest Pet Shop produzidos pela Cosmic Toast Studios e publicados online pela Hasbro, sem relação a esta série.

## Enredo
A série se passa em Downtown City, uma cidade ao modelo de Nova Iorque. A história segue Blythe Baxter e seu pai quando eles se mudam para um apartamento em Downtown City em cima da Littlest Pet Shop—um acampamento diário para animais de estimação diversos que está para fechar, devido a uma concorrente maior. Sua verdadeira aventura começa quando ela descobre que apenas ela pode milagrosamente entender e conversar com todos os pets e outros animais. Sabendo que a pet shop está prestes a fechar, os pets pedem ajuda à Blythe para salvá-la.

## Personagens

### Personagens principais
- Blythe Baxter – Protagonista da série e aspirante a artista de moda e designer que está sempre pronta a ajudar quem precisa, sejam os pets, Sra. Twombly ou seus amigos da escola. Ela tem cabelo castanho, olhos azuis e usa roupas variadas. Blythe, junto com seu pai, se muda para um apartamento acima de uma pet shop chamada Littlest Pet Shop. Assim que se muda para o prédio, Blythe bate a cabeça e descobre que adquiriu a habilidade de entender e falar com os animais. Ela passa a adorar trabalhar na Littlest Pet Shop pouco depois de salvar a loja de sair dos negócios.
- Sra. Anna Twombly – Gentil e excêntrica dona da Littlest Pet Shop. Ela tem cabelo grisalho e olhos turquesa. Sra. Twombly se torna amiga de Blythe e a ajuda a exibir e vender sua primeira coleção de moda para animais. Ela tem uma obsessão bizarra por colecionar maçanetas, ocasionalmente limpeza compulsiva e alguns talentos únicos de seu passado.
- Whittany e Brittany Biskit – Antagonistas principais da série, as gêmeas Biskit são garotas ricas e mimadas. Não são muito espertas, e inventam diversos esquemas para sabotar o empenho de Blythe e seus amigos. Seu pai é o dono da Largest Ever Pet Shop, competidora hostil da Littlest Pet Shop. Whittany tem cabelo preto e olhos vermelhos e Brittany tem cabelo branco com os mesmos olhos.
- Roger Baxter – Pai divertido e desastrado de Blythe, cujo emprego de piloto de avião os leva a mudar de sua cidade natal. Ele tem cabelo castanho escuro e olhos azuis. Sr. Baxter adora passar tempo com a Blythe, ouvir heavy metal, e apoiar quaisquer talentos e empenhos da Blythe.

### Personagens recorrentes
- Youngmee Song – Amiga empática de Blythe cuja Tia Christie é dona de uma loja de doces vizinha e da coelha Buttercream. Ela é de descendência coreana e tem cabelo preto com olhos violeta. Ela é bem conhecida por ser inteligente.
- Sue Patterson – Atlética, caridosa e sempre disposta a ajudar, Sue admira a postura e habilidades de Blythe. Ela tem cabelo ruivo e olhos azuis claros. Sue adora esportes e tenta fazer Blythe expandir suas próprias habilidades atléticas incentivando-a a se esforçar mais nas coisas, como patinação.
- Jasper Jones – Amigo humoroso e solidário de Blythe. Tem pele negra e olhos avelã. Possui talentos diversos, como conseguir pintar detalhadamente o Taj Mahal num grão de arroz.
- Tia Christie – Tia trabalhadeira de Youngmee com disposição caridosa e talento em confeitaria. É de descendência coreana e tem cabelo preto com olhos violeta como sua sobrinha. Christie é dona de uma padaria e loja de doces chamada Sweet Delights, e da amiga coelha dos pets, Buttercream.
- Fisher Biskit – Pai rico e negociador das gêmeas Biskit. Apesar de ter mimado as filhas, não tem escrúpulos em se impor quando espera que elas cumpram uma tarefa que lhes é dada. Tem cabelo branco e olhos cinza-azulados claros.
- Josh Sharp – O interesse amoroso secreto de Blythe. É guitarrista de uma banda. Às vezes, Blythe passa por momentos vergonhosos em sua frente. Tem cabelo castanho e olhos verdes.

### Pets
- Russell Ferguson – Um ouriço laranja com olhos verde-amarelos. Ele é o organizador do grupo. Apesar de tenso, ele mantém a todos na loja, certificando-se de que está tudo em ordem. Não gosta de ser confundido com um porco espinho. Sempre que fica com medo transforma-se numa bola laranja com espinhos.
- Pepper Mildred Clark – Uma gambá cinza e branca com olhos rosa. Uma autoproclamada comediante, adora fazer seus amigos rirem, normalmente com o uso de trocadilho e adereços cômicos. Às vezes, porém, ela pode ser impertinente aos outros. Seus cheiros variam dependendo do seu humor.
- Minka Mark – Uma macaca aranha rosa com olhos azuis, que é uma artista. Energética e flexível, ela é uma especialista em arte abstrata. Ela se distrai constantemente com objetos brilhantes, no balanço de pneu, ou procurando comida. Quando ficou presa no elevador de alimentos, mostrou ser gravemente claustrofóbica.
- Zoe Trent – Uma cadela Cavalier King Charles Spaniel roxa com olhos azuis, que é uma cantora. Uma diva nata, luta por ser a melhor atração. Seus donos são o casal John e Clarissa. Zoe é a irmã mais velha de Gail. É apaixonada por um cão chamado Digby.
- Sunil Nevla – Um mangusto-listrado azul com olhos dourados. É um mágico, que adora fazer truques para seus amigos. A maioria falha ou não funciona quando ele precisa. Apesar de sua covardia, se torna agressivo ao pensamento de cobras (uma alusão à presa natural do mangusto).
- Vinnie Alfonso Terrio – Um lagartixa verde com olhos roxos. Apesar de lento às vezes, ele é um dançarino talentoso e exótico com excelente habilidade. Infelizmente, ele é inclinado a causar estragos aos outros por sua falta de jeito. Sua série favorita é um show de dança chamado Shake a Leg.
- Penny Ling – Uma panda branca e roxa com olhos cinzas, que é uma ginasta rítmica com talento em fita. Sendo a pacifista do grupo, seus sentimentos são delicados.

### Pets recorrentes
- Buttercream Sunday – Uma coelha amarela e marrom com olhos verdes. Se torna amiga dos pets quando Christie abre a loja de doces Sweet Delights ao lado da Littlest Pet Shop. Ela é hiperativa e travessa. Aparece em diversos episódios.
- Sugar Sprinkles – Uma gata morena com olhos azuis. Ela é calma e gentil com um comportamento apologético. Vive dentro do Caminhão Doce da Sweet Delights.
- Gail Trent – Uma cadela Cavalier King Charles Spaniel rosa com olhos azuis mais escuros que sua irmã mais velha Zoe. Mencionou que sua irmã confunde outros Spaniels parecidos, como um macho chamado Tootsie, com ela.

## Episódios
| Temporada | Temporada | Episódios | Exibição original      | Exibição original   | Exibição no Brasil                                                 | Exibição no Brasil                                                 | Exibição em Portugal  | Exibição em Portugal    |
| Temporada | Temporada | Episódios | Estreia                | Final               | Estreia                                                            | Final                                                              | Estreia               | Final                   |
| --------- | --------- | --------- | ---------------------- | ------------------- | ------------------------------------------------------------------ | ------------------------------------------------------------------ | --------------------- | ----------------------- |
|           | 1         | 26        | 10 de novembro de 2012 | 27 de abril de 2013 | 31 de agosto de 2013 (Nickelodeon)8 de dezembro de 2014 (Nick Jr.) | 27 de janeiro de 2014 (Nickelodeon)1 de agosto de 2015 (Nick Jr.)  | 1 de junho de 2013    | 25 de agosto de 2013    |
|           | 2         | 26        | 2 de novembro de 2013  | 12 de abril de 2014 | 23 de agosto de 2015 (Nickelodeon)28 de janeiro de 2016 (Nick Jr.) | 20 de outubro de 2015 (Nickelodeon)18 de abril de 2016 (Nick Jr.)  | 5 de julho de 2014    | 28 de setembro de 2014  |
|           | 3         | 26        | 31 de maio de 2014     | 7 de março de 2015  | 2 de novembro de 2015 (Nickelodeon)1 de maio de 2016 (Nick Jr.)    | 26 de março de 2016 (Nickelodeon)30 de setembro de 2016 (Nick Jr.) | 22 de outubro de 2015 | 11 de fevereiro de 2016 |
|           | 4         | 26        | 7 de novembro de 2015  | 4 de junho de 2016  | 13 de fevereiro de 2017 (Discovery Kids)                           | 5 de agosto de 2017 (Discovery Kids)                               | TBA                   | TBA                     |

## Elenco
| Personagem                 | Dublagem original                         | Dublagem Brasileira                   | Dobragem Portuguesa     |
| -------------------------- | ----------------------------------------- | ------------------------------------- | ----------------------- |
| Blythe Baxter              | Ashleigh Ball                             | Priscila Franco                       | Carla Garcia            |
| Russell Ferguson           | Samuel Vincent                            | Marcus Pejon                          | Sérgio Calvinho         |
| Pepper Clark               | Tabitha St. Germain                       | Maíra Paris                           | Ana Vieira              |
| Vinnie Terrio              | Kyle Rideout                              | Glauco Marques                        | Sérgio Calvinho         |
| Minka Mark                 | Kira Tozer                                | Clarice Espindola                     | Maria Camões            |
| Sue Patterson              | Kira Tozer                                | Rebeca Zadra                          | Ana Vieira              |
| Zoe Trent                  | Nicole Oliver Kylee Epp (cantando)        | Denise Reis Monica Toniolo (cantando) | Sandra de Castro        |
| Sunil Nevla                | Peter New                                 | Élcio Sodré                           | Michel Simeão           |
| Penny Ling                 | Jocelyne Loewen Laura Hastings (cantando) | Agatha Paulita (falas)                | Tânia Ribas de Oliveira |
| Sra. Twombly               | Kathleen Barr                             | Cecília Lemes                         | ????                    |
| Jasper Jones               | Kathleen Barr                             | Bruno Mello                           | Raquel Ferreira         |
| Roger Baxter               | Michael Kopsa                             | Wellington Lima                       | Michel Simeão           |
| Whittany e Brittany Biskit | Shannon Chan-Kent                         | Flora Paulita                         | Raquel Ferreira         |
| Youngmee Song              | Shannon Chan-Kent                         | Michelle Giudice                      | Maria Camões            |
| Fisher Biskit              | Samuel Vincent                            | ????                                  | Sérgio Calvinho         |
| Buttercream                |                                           | Priscila Concepcíon                   |                         |
| Sugar Springles            |                                           | Luciana Baroli (2° Voz)               |                         |

- Vozes adicionais: Nadymi Iszak, Melissa Lucena, Raphael Ferreira, Jr. Nannethi, Wendell Bezerra, Vagner Fagundes

Cantores: Marina Sirabello, Nil Bernardes e Mônica Toniolo
- Placas e títulos: Michel Di Fiori (3ª e 4ª Temporadas)
- Direção: Michel Di Fiori (3ª e 4ª Temporadas)
- Direção musical: Nill Bernardes
- Estúdio: CBS (1° temporada) / TV Group (2° Temporada) / Top Noise (3ª e 4ª Temporadas)